# Stojnci
Stojnci este o localitate din comuna Markovci, Slovenia, cu o populație de 847 de locuitori.